# Superman (film, 2025)

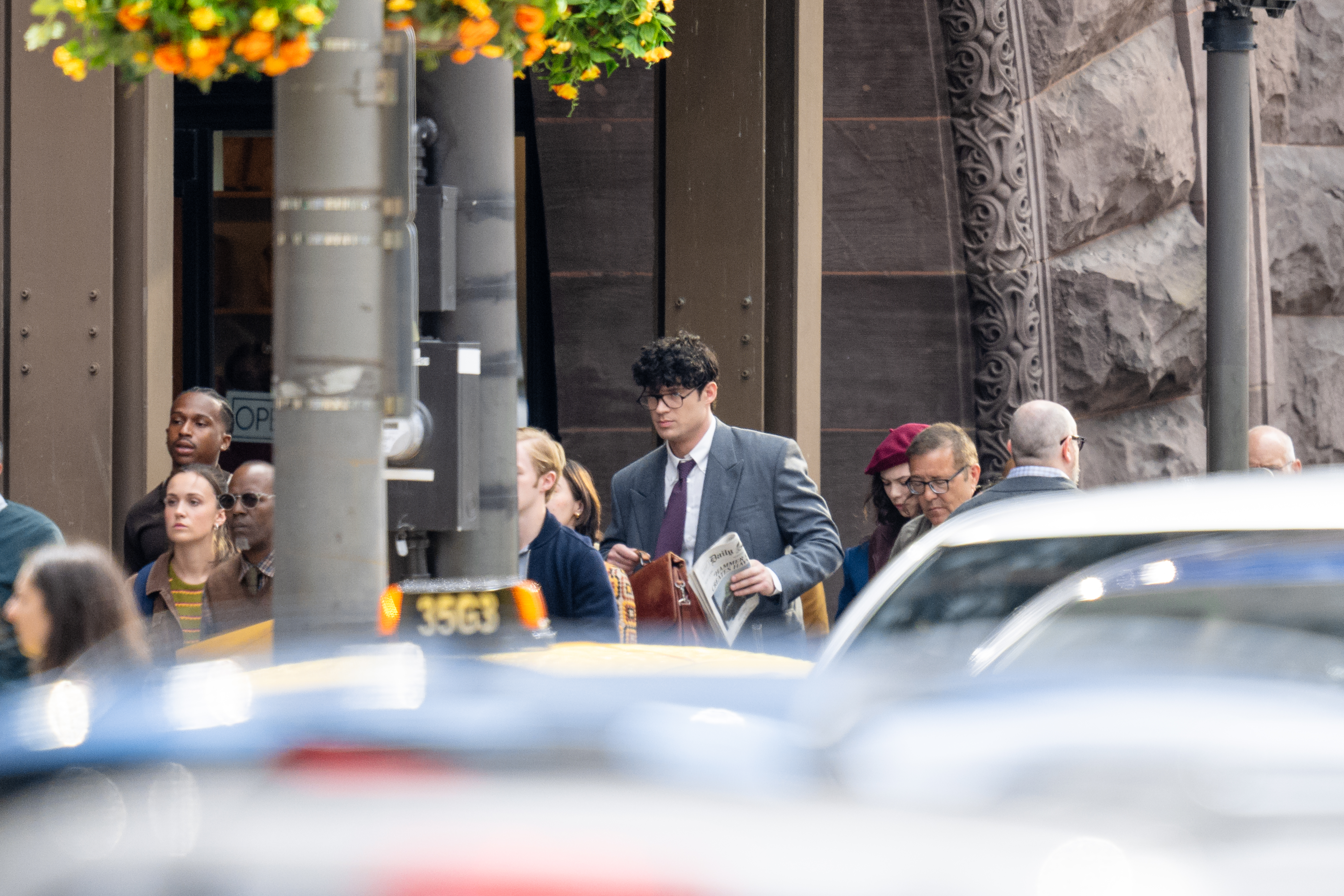
David Corenswet v roli Clarka Kenta

Superman (v anglickém originále Superman) je americký akční film z roku 2025. Snímek napsal a natočil James Gunn podle komiksů vydavatelství DC Comics o stejnojmenném superhrdinovi. V titulní roli se objevil David Corenswet, v dalších rolích se představili Rachel Brosnahan, Nicholas Hoult, Isabela Merced, Nathan Fillion, Edi Gathegi, Anthony Carrigan a Skyler Gisondo. Snímek byl do amerických kin uveden 11. července 2025, v Česku 10. července 2025. Jedná se o první film série DC Universe, a současně o první díl první kapitoly Gods and Monsters. 

## Produkce
Prezident Warner Bros. Discovery David Zaslav se po sloučení WarnerMedia a Discovery rozhodl vytvořit komiksový vesmír, který by mohl konkurovat sérii Marvel Cinematic Universe. V říjnu 2022 tak bylo oznámeno, že na pozici vedoucích byli dosazeni James Gunn a Peter Safran. Gunn oznámil přípravu nového filmu se Supermanem, který nebude sequelem ke filmu Muž z oceli, a roli si tedy nezopakuje Henry Cavill, protože hledají někoho mladšího. Zároveň uvedl, že Superman je pro něj velkou prioritou, ne-li nejvyšší. Inspirací pro film byly komiksy z 50. a 60. let, Království tvé z roku 1996, All-Star Superman a Lex Luthor: Muž z oceli z roku 2005.  Pro roli Supermana byl od začátku favoritem David Corenswet, Gunn si ho oblíbil.
Natáčení filmu probíhalo od 29. února do 30. července 2024. Natáčelo se na Špicberkách, v Cincinnati a v Atlantě.